# Phú Hòa (eiland)
Phú Hòa of Hòn Tre Lớn is een eiland in de archipel Côn Đảo, een archipel in de Zuid-Chinese Zee. Het eiland behoort tot de provincie Bà Rịa-Vũng Tàu, een van de provincies van Vietnam. Het heeft een oppervlakte van ongeveer 0,75 km². Het is het meest oostelijke eiland van de archipel.